# Leichtathletik-Weltmeisterschaften 2022/Teilnehmer (Lesotho)
| Goldmedaillen | Silbermedaillen | Bronzemedaillen |
| ------------- | --------------- | --------------- |
| —             | —               | —               |

Der Leichtathletikverband von Lesotho nahm an den Leichtathletik-Weltmeisterschaften 2022 in Eugene mit einem Athleten teil.

## Ergebnisse

### Männer

#### Laufdisziplinen
| Athlet               | Disziplin | Vorlauf | Vorlauf | Halbfinale | Halbfinale | Finale    | Finale |
| Athlet               | Disziplin | Zeit    | Platz   | Zeit       | Platz      | Zeit      | Platz  |
| -------------------- | --------- | ------- | ------- | ---------- | ---------- | --------- | ------ |
| Tebello Ramakongoana | Marathon  |         |         |            |            | 2:12:35 h | 35     |